# Lokalendliche Gruppe
Lokalendliche Gruppen werden im mathematischen Teilgebiet der Gruppentheorie untersucht. Es handelt sich um eine Verallgemeinerung der endlichen Gruppen dahingehend, dass nur noch die Endlichkeit jeder endlich erzeugten Untergruppe gefordert wird, die Gruppe selbst kann unendlich sein. (Auch die Getrenntschreibung lokal endlich kommt in der Literatur vor.)

## Definition
Eine Gruppe heißt lokalendlich, wenn jede von endlich vielen Elementen erzeugte Untergruppe endlich ist.
Eine offenbar äquivalente Formulierung ist: Eine Gruppe heißt lokalendlich, wenn jede endliche Teilmenge in einer endlichen Untergruppe enthalten ist.

## Beispiele
- Endliche Gruppen sind lokalendlich.
- Die Prüfergruppen sind unendlich, aber lokalendlich.
- Jede auflösbare Torsionsgruppe ist lokal endlich.
- Sei {\displaystyle X} eine unendliche Menge. Dann ist die Gruppe aller Permutation auf {\displaystyle X}, die alle bis auf höchstens endliche viele Punkte aus {\displaystyle X} fest lassen, lokalendlich.[4] Damit kann man lokalendliche Gruppen beliebiger Mächtigkeit konstruieren.
- Nach einem Satz von Issai Schur ist jede Torsionsuntergruppe der allgemeinen linearen Gruppe über einem endlichdimensionalen Vektorraum eine lokalendliche Gruppe.[5]

## Gegenbeispiele
- Da lokalendliche Gruppen Torsionsgruppen sind, denn jedes Element liegt definitionsgemäß in einer endlichen Gruppe, ist jede Nicht-Torsionsgruppe ein Gegenbeispiel. Also sind alle Gruppen mit einem Element unendlicher Ordnung nicht lokalendlich, insbesondere ist die additive Gruppe der ganzen Zahlen nicht lokalendlich.
- Tarski-Gruppen sind Torsionsgruppen, die nicht lokalendlich sind.

## Vererbungseigenschaften
- Untergruppen von lokalendlichen Gruppen sind wieder lokalendlich.
- Quotientengruppen von lokalendlichen Gruppen sind wieder lokalendlich.
- Gruppenerweiterungen lokalendlicher Gruppen sind wieder lokalendlich, d. h., ist {\displaystyle N\subset G} ein Normalteiler und sind {\displaystyle N} und {\displaystyle G/N} lokalendlich, so auch {\displaystyle G}.[6]
- Das eingeschränkte direkte Produkt von endlichen Gruppen ist lokalendlich. Ist also {\displaystyle (G_{i})_{i\in I}} eine Familie von endlichen Gruppen, so ist auch

{\displaystyle {\hat {\prod _{i\in I}}}G_{i}:=\{(x_{i})_{i\in I}\mid x_{i}\in G_{i}{\text{ für alle }}i\in I,x_{i}=1_{i}{\text{ für fast alle }}i\in I\}\subset \prod _{i\in I}G_{i}}
lokalendlich, wobei {\displaystyle 1_{i}} das neutrale Element in {\displaystyle G_{i}} sei.

## Sylow-Gruppen
Wie in der Theorie der endlichen Gruppen sind p-Sylowgruppen maximale p-Untergruppen einer Gruppe, wobei {\displaystyle p} eine Primzahl sei. Eine Standardanwendung des zornschen Lemmas zeigt, dass jede, auch unendliche Gruppe {\displaystyle p}-Sylowgruppen hat. Es stellt sich die Frage, ob je zwei {\displaystyle p}-Sylowgruppen wie im endlichen Fall auch konjugiert sind. Das ist im Allgemeinen nicht der Fall, selbst für abzählbare lokalendliche Gruppen nicht.
Als Beispiel betrachte das eingeschränkte, abzählbare Produkt der symmetrischen Gruppe S3
{\displaystyle G={\hat {\prod _{i\in \mathbb {N} }}}S_{3}}.
Für jedes {\displaystyle i\in \mathbb {N} } sei {\displaystyle x_{i}\in S_{3}} ein Element der Ordnung 2. Dann kann man zeigen, dass jede Untergruppe
{\displaystyle U:={\hat {\prod _{i\in I}}}\langle x_{i}\rangle \subset G}
eine 2-Sylowgruppe ist, wobei {\displaystyle \langle x_{i}\rangle } die von {\displaystyle x_{i}\in S_{3}} erzeugte zweielementige Untergruppe sei. Für jedes {\displaystyle i\in \mathbb {N} } hat man drei mögliche Wahlen der {\displaystyle x_{i}}, so dass es überabzählbar viele 2-Sylowgruppen gibt. Die können nicht alle konjugiert sein, denn eine Konjugation wird durch ein Gruppenelement vermittelt und davon gibt es nur abzählbar viele. Die Konjugiertheit aller 2-Sylowgruppen scheitert also aus Mächtigkeitsgründen. Das ist aber auch der einzig mögliche Grund, denn es gilt folgender Satz:
- Es seien {\displaystyle G} eine abzählbare, lokalendliche Gruppe und {\displaystyle p} eine Primzahl. Es sind genau dann alle {\displaystyle p}-Sylowgruppen untereinander konjugiert, wenn es höchstens abzählbar viele von ihnen gibt.

## Abelsche Untergruppen
In der Gruppentheorie gab es die alte Frage, deren genaue Herkunft unklar zu sein scheint, ob eine unendliche Gruppe stets eine unendliche abelsche Gruppe enthält. Es hat sich herausgestellt, dass das im Allgemeinen nicht der Fall ist. Die Tarski-Gruppen sind extreme Gegenbeispiele, denn sie sind selbst nicht abelsch und jede echte, nicht-triviale Untergruppe ist endlich von Primzahlordnung. Eine positive Antwort haben P. Hall, C. R. Kulatilaka und M. I. Kargapolow für lokalendliche Gruppen erzielt:
- Jede unendliche, lokalendliche Gruppe enthält eine unendliche abelsche Gruppe.

Der Beweis verwendet den Satz von Feit-Thompson. Es sind keine Beweise bekannt, die ohne dieses Hilfsmittel auskommen.